# Canal+ (Spagna)
Canal+ (fino al 17 ottobre 2011 nota come Digital+) è stata una piattaforma televisiva satellitare a pagamento spagnola. Era stata fondata il 23 luglio 2003, grazie alla fusione di Via Digital (di proprietà di Telefónica) e di Canal Satélite Digital.
Digital+ offriva ai suoi abbonati una serie di canali televisivi, spagnoli e internazionali e altri servizi come la Pay-per-view, trasmessi grazie ai satelliti SES Astra (19.2° E) e Hispasat (30° W). Fino al 2005 trasmetteva a pagamento nel canale 4 della televisione analogica terrestre.
La proprietà era suddivisa fra il Gruppo PRISA (56%), Telefónica (22%) e Mediaset España (22%) fino al 7 luglio 2015, quando Canal+ è stata rilevata interamente da Telefónica, che l'ha fusa con Movistar TV, dando vita ad una nuova piattaforma a pagamento, Movistar+.

## Loghi

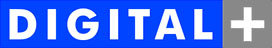
Logo di Digital+ dal 2003 al 2008
Logo di Digital+ dal 2008 al 2011
Logo di Canal+ dal 2011 al 2015

## Canali disponibili[1]

### Canal Plus
- 1 - Canal+ 1 HD
- 2 - Canal+ 2 HD
- 3 - Canal+ 1 ...30
- 4 - Canal+ Series HD
- 5 - Canal+ Xtra HD
- 6 - Multicine
- 7 - Canal+ Yomvi
- 8 - Multideporte
- 9 - Canal+ Liga de Campeones HD
- 10 - Canal+ Liga HD

### Canali in alta definizione
- 150 - Canal+ 1 HD
- 151 - Canal+ 2 HD
- 152 - Canal+ Series HD
- 153 - Canal+ Xtra HD
- 154 - Calle 13 Universal HD
- 155 - FOX HD
- 156 - AXN HD
- 157 - Comedy Central  HD
- 158 - TNT HD
- 159 - Syfy HD
- 160 - Cosmo HD
- 161 - FOX Life HD
- 162 - AXN White HD
- 163 - National Geographic HD
- 164 - National Geographic Wild HD
- 165 - Viajar HD
- 166 - Canal+ Accion HD
- 167 - Canal+ Comedia HD
- 168 - Canal+ DCine HD
- 169 - Disney Cinemagic HD
- 170 - TCM HD
- 171 - Canal Hollywood HD
- 172 - Canal+ Liga Multi HD
- 173 - Canal+ Liga HD
- 174 - Canal+ Liga de Campeones HD
- 175 - Canal+ Fútbol HD
- 176 - Canal+ Deportes HD
- 177 - Canal+ Deportes 2 HD
- 178 - Canal+ Golf HD
- 179 - Canal+ Toros HD
- 180 - Canal+ Liga de Campeones 2 HD
- 181 - Canal+ Liga de Campeones 3 HD
- 182 - Disney Channel HD
- 183 - Nickelodeon HD
- 184 - Odisea HD
- 186 - Mezzo Live HD
- 188 - Canal+ 3D

### Canali nazionali
- 11 - La 1
- 12 - La 2
- 13 - Antena 3
- 14 - Cuatro
- 15 - Telecinco
- 16 - laSexta
- 17 - Telemadrid
- 17 - Televisión Canaria
- 17 - TPA7
- 17 - 7 TV Región Murcia
- 17 - TV3
- 17 - ETB 1
- 17 - Canal Sur Televisión
- 17 - Televisión de Galicia
- 17 - Aragón TV
- 17 - Castilla-La Mancha Televisión
- 17 - Canal Extremadura
- 18 - La Otra
- 18 - Navarra TV
- 18 - ETB 2
- 18 - TVG2
- 18 - TPA8
- 18 - CYL7
- 18 - À Punt
- 18 - Canal Sur 2
- 18 - 8 TV Cat
- 18 - La Ocho
- 19 - 13TV

### Canali di intrattenimento
- 20 - Calle 13 HD
- 21 - Fox HD
- 22 - AXN HD
- 23 - Comedy Central HD
- 24 - TNT HD
- 25 - SyFy HD
- 26 - Cosmo HD
- 27 - FOX Life HD
- 28 - AXN White HD
- 29 - MTV

### Canali di documentari
- 30 - Odisea
- 31 - National Geographic HD
- 32 - National Geographic Wild HD
- 33 - Viajar HD
- 34 - Historia
- 35 - México Travel Channel
- 36 - A&E
- 37 - Canal Cocina
- 38 - Decasa
- 97 - Fashion TV

### Canali di televendite
- 39 - La Tienda en Casa

### Canali di cinema
- 40 - Canal+ MultiCine
- 41 - Canal+ Acción HD
- 42 - Canal+ Comedia HD
- 43 - Canal+ DCine HD
- 44 - Canal+ Xtra HD
- 45 - Disney Cinemagic HD
- 46 - TCM HD
- 47 - Canal Hollywood HD
- 48 - DCine Español

### Canali sportivi
- 49 - Fútbol Replay
- 50 - Canal+ MultiDeporte
- 51 - Canal+ Liga HD
- 52 - Canal+ Liga Multi HD
- 53 - Canal+ Deportes HD
- 54 - Canal+ Deportes 2 HD
- 55 - Canal+ Golf HD
- 56 - Sportmanía
- 57 - Canal+ Fútbol HD
- 58 - Canal+ Liga de Campeones HD
- 59 - Canal+ Liga de Campeones 2 HD
- 60 - Teledeporte
- 61 - Trace Sport Stars
- 62 - Real Madrid TV
- 63 - Barça TV
- 64 - El Garage TV
- 65 - Gol Televisión
- 66 - Caza y Pesca
- 67 - Canal+ Toros
- 68 - Iberalia TV
- 69 - Canal+ Infodeporte

### Canali per bambini
- 70 - Disney Channel HD
- 71 - Disney Junior
- 72 - Disney XD
- 73 - Disney Cinemagic HD
- 74 - Nickelodeon HD
- 75 - Nick Jr.
- 76 - Canal Panda
- 77 - Baby TV
- 78 - Boing
- 79 - Clan

### Canali musicali
- 80 - 40 TV
- 81 - Sol Música
- 82 - MTV Rocks
- 83 - VH1
- 84 - Kiss TV
- 85 - Mezzo
- 86 - Mezzo Live HD
- 87 - VH1 Classic
- 88 - Canal+ Radios

### Canali tematici terrestri
- 90 - Divinity
- 91 - Energy
- 92 - FDF
- 93 - Discovery MAX
- 94 - Paramount Channel
- 95 - Nova
- 96 - Neox
- 98 - Nickelodeon +1

### Playboy
- 99 - Playboy TV

### Canali di notizie
- 100 - Canal 24 horas
- 101 - CNBC Europe
- 102 - Bloomberg
- 103 - BBC World News
- 104 - CNN International
- 105 - Fox News Channel
- 106 - France 24
- 107 - Al Jazeera English
- 108 - Russia Today en Español
- 109 - XTRM

### Taquilla
- 101 - Taquilla Cine
- 102 - Taquilla Cine
- 103 - Taquilla Cine
- 104 - Taquilla Cine
- 105 - Taquilla Cine
- 106 - Taquilla Cine
- 107 - Taquilla Cine
- 108 - Taquilla Cine

### Canali internazionali
- 110 - Euronews
- 111 - TVi
- 112 - Russia Today
- 113 - TV5MONDE
- 114 - Somos
- 115 - NHK World
- 116 - TV Record
- 117 - Canal de las Estrellas
- 118 - Cubavisión Internacional
- 119 - TeleSUR
- 120 - Sundance TV
- 121 - AMC HD
- 122 - Canal Sur 2
- 123 - Buzz Rojo
- 350 - Arirang TV
- 351 - Intereconomía TV